# Trypanoplasma bullocki
Trypanoplasma bullocki is een soort in de taxonomische indeling van de Euglenozoa. Deze micro-organismen zijn eencellig en meestal rond de 15-40 mm groot. Het organisme komt uit het geslacht Trypanoplasma en behoort tot de familie Bodonidae. Trypanoplasma bullocki werd in 1965 ontdekt door Strout.